# Свети Георги и Света Неделя (Бойково)
„Свети Георги и Света Неделя“ е български православен параклис край село Бойково, община Родопи, област Пловдив.
Параклисът е сред най-новите в селото. Построен е през 2000 година с помощта на благотворителен труд и средства.
Намира се на североизток от селото в местността „Селище“ и до него се стига по черен път. До параклиса е доведена вода от стария извор на местността „Селище“ и е изградена каменна чешма.
Представлява едноапсидна правоъгълна постройка с двускатен покрив. Стените са покрити с многобройни икони. Параклисът се заключва.
На празниците Гергьовден (6 май) и Света Неделя (7 юли) се извършва водосвет и се прави курбан.